# Panorpa tatvana
Panorpa tatvana är en näbbsländeart som beskrevs av Rainer Willmann 1974. Panorpa tatvana ingår i släktet Panorpa och familjen skorpionsländor. Inga underarter finns listade i Catalogue of Life.